# Cristina Merchán
Cristina Merchán (Caracas, Venezuela, 24 de julio de 1927 - París, Francia, 4 de febrero de 1987 fue una ceramista y pintora venezolana. Sus primeros pasos al mundo del arte los dio en la pintura estudiando en 1951 en educación visual en la Universidad de Guadalajara, México.

## Biografía
En 1951 realizó estudios de Educación Visual en la Universidad de Guadalajara, México.
Entre 1954 y 1957 estudió en la Escuela de Artes Plásticas y Aplicadas con Miguel Arroyo. 
En 1957 obtuvo el Premio Nacional de Artes Aplicadas del XVIII Salón Oficial. Después de esto, aprendió el manejo del gres con Francesc Albors y Josep Llorens Artigas en Barcelona (España, 1958-1961). Fue en ese preciso momento que descubre su pasión por la cerámica y decide alternar su estadía entre Barcelona, Caracas y París. 
Comenzó a ejercer su arte con exposiciones colectivas en las ediciones XVIII, XIX, XXIII y XXVIII del Salón Oficial (1957, 1958, 1962 y 1967' y en la “Exposición internacional” en Bruselas (1958).
Entre 1958 y 1960 recibió la beca de la Fundación Mendoza y entre 1964 y 1966 obtuvo la beca de la Fundación Fina Gómez. 
En 1962 expuso colectivamente en la “Exposición internacional de cerámica” de Buenos Aires, "Venezuelan Pottery” (Musem of Contemporary Crafts, Nueva York, 1963) y en la Sala Mares (Barcelona, España, '1964).
En 1965 exhibió en “Cerámica contemporánea” en Francia y también la serie Los bichos, animales fantásticos que representó una experimentación hacia la cerámica escultórica. Participó como artista invitada en “Artesanos del norte” en Alemania y en la I, II y III Bienal Internacional de Cerámica de Arte de Vallauris en Francia, donde su obra fue reconocida.
Fue una de las integrantes de las “Internationales Kunsthandwerk” en Alemania y fue invitada de honor en el Salón de Arte Actual (Museo de Artes Decorativas, Barcelona, España, 1969). 
En 1980 expuso en “Cien piezas negras” en París. A partir de clásicas vasijas utilitarias realizó ciertas formas ovoides pintadas con esmaltes satinados y mate para lograr tonos monocromos y quemadas a altas temperaturas.
Logró crear su propio taller en el garaje del hotel privado de Fina Gómez en París, ciudad donde se estableció hasta su muerte en 1987. 
De Merchán se encuentran, en la colección GAN, Vasija (gres torneado con incisiones y esmaltes con óxido) y Bol de gres (torneado con esmaltes amarillo ocre y verde). 

## Exposiciones Individuales
- MBA 1964
- Sala Mendoza 1965
- MBA 1973
- Galería Henriette Gomés, París 1974
- Museo Cantini, Marsella, Francia 1976
- Galería Henriette Gomés, París 1977
- Sala Mendoza 1978
- Galería Henriette Gomés, París 1979
- Museo de la Cerámica, Barcelona, España 1986
- MACC

## Premios
- Premio Nacional de Artes Aplicadas, XVIII Salón Oficial 1958
- Medalla de plata, “Exposición internacional de cerámica”, Buenos Aires 1959
- Diploma de honor, I Bienal Internacional de Cerámica de Arte, Vallauris, Francia 1970
- Medalla de plata, II Bienal Internacional de Cerámica de Arte, Vallauris, Francia 1972
- Premio Suzanne et Georges Ramie, III Bienal Internacional de Cerámica de Arte, Vallauris, Francia 1974
- Diploma de honor, IV Bienal Internacional de Cerámica de Arte, Vallauris, Francia

## Colecciones
Banco MercFantil, Caracas / GAN / Museo de la Publicidad y las Artes Decorativas, Museo del Louvre, París MER 816